# Harold Schultz

Namen der Soldaten auf dem Foto: Harold Schultz ist der zweite von links.

Harold Henry Schultz (* 28. Januar 1925 in Detroit; † 16. Mai 1995 in Los Angeles) war ein US-amerikanischer Marine und Teilnehmer des Zweiten Weltkriegs. 2016 wurde bekannt, dass er einer der Marines auf der berühmten Fotografie Raising the Flag on Iwo Jima ist.

## Leben
Schultz wurde im Dezember 1943 zum US Marine Corps eingezogen. Er wurde der E-Company, 2nd Battalion, 28th Marine Regiment der 5th Marine Division zugeteilt und landete im Februar 1945 auf der japanischen Insel Iwojima. Kurz nach dem Entbrennen der Schlacht hisste er am 23. Februar mit fünf weiteren Marines seiner Einheit eine amerikanische Flagge auf dem Vulkan Suribachi. Zuvor hatten amerikanische Soldaten schon eine Flagge aufgestellt, die jedoch ersetzt werden musste. Schultz und seine Kameraden wurden beim Hissen der Flagge vom Fotografen Joe Rosenthal fotografiert. Die Aufnahme wurde als Raising the Flag on Iwo Jima publiziert und erlangte bald große Bekanntheit. Jedoch wurde nicht Schultz, sondern der Navysanitäter John Bradley als Flaggenhisser identifiziert. Drei der sechs Marines des Fotos wurden während der Kämpfe auf Iwojima getötet, zwei davon durch Friendly Fire - Harlon Block und Michael Strank. Die Überlebenden, John Bradley, Ira Hayes und Rene Gagnon, wurden in ihre Heimat gebracht und auf eine Werbereise für Kriegsanleihen geschickt. 
Schultz wurde im weiteren Verlauf der Kämpfe an einem Arm und am Bauch verwundet und zurück in die USA geschickt. Dort wurde er, im Rang eines Corporal, aus dem Marine Corps entlassen. Er fand eine Anstellung als Postbote des US Postal Service und lebte mit seiner Lebenspartnerin und einer Stieftochter in Los Angeles. Die Tatsache, dass er auf dem berühmten Foto zu sehen ist, soll er nie tiefgehend angesprochen oder glorifiziert haben. Er starb 1995 im Alter von 70 Jahren.
2016 fand das Marine Corps durch Nachforschungen heraus, dass tatsächlich Schultz auf dem Bild Raising the Flag on Iwo Jima zu sehen ist. Als Schlussfolgerung soll sein Name bei allen Erinnerungsinstitutionen für das Bild, so etwa beim United States Marine Corps War Memorial, nachgetragen werden.

## Auszeichnungen
- Purple Heart
- Presidential Unit Citation
- Combat Action Ribbon
- American Campaign Medal
- Asiatic-Pacific Campaign Medal
- World War II Victory Medal